# جوني لوف
جوني لوف (بالإنجليزية: Johnny Love)‏ (11 مارس 1937 في المملكة المتحدة - 19 نوفمبر 2010) هو لاعب كرة قدم بريطاني في مركز الدفاع. لعب مع أكسفورد يونايتد ونادي تلفورد يونايتد.